# De-Kastri
De-Kastri - Де-Кастри (rus) és un possiólok del krai de Khabàrovsk, a l'Extrem Orient de Rússia. El 2021 tenia 3.086 habitants.